# Винзельдорф
Винзельдорф (нем. Winseldorf) — община в Германии, в земле Шлезвиг-Гольштейн.
Входит в состав района Штайнбург. Подчиняется управлению Хоэнлокштедт. Население составляет 307 человек (на 31 декабря 2010 года). Занимает площадь 5,62 км².